# Jol Mom
Jol Mom är en ort i Mexiko.   Den ligger i kommunen Aquismón och delstaten San Luis Potosí, i den centrala delen av landet, 230 km norr om huvudstaden Mexico City. Jol Mom ligger 608 meter över havet och antalet invånare är 728.
Terrängen runt Jol Mom är huvudsakligen kuperad, men åt sydost är den bergig. Runt Jol Mom är det ganska tätbefolkat, med 90 invånare per kvadratkilometer. Närmaste större samhälle är Tancanhuitz de Santos, 10,6 km nordost om Jol Mom. I omgivningarna runt Jol Mom växer i huvudsak städsegrön lövskog.